# تیم ملی بسکتبال زنان جبل‌الطارق
تیم ملی بسکتبال زنان جبل‌الطارق، نماینده جبل‌الطارق در مسابقات بین‌المللی بسکتبال زنان است. این تیم از زمان تأسیس در سال ۱۹۸۹ در هر مسابقات قهرمانی اروپا برای کشورهای کوچک شرکت کرده‌است.